# 5152 Labs
Az 5152 Labs (ideiglenes jelöléssel 1931 UD) a Naprendszer kisbolygóövében található aszteroida. Karl Wilhelm Reinmuth fedezte fel 1931. október 18-án.